# Sistema ticònic

Sistema ticònic: els objectes amb les òrbites blaves (la Lluna i el Sol) giren al voltant de la Terra, igual que els estels, mentre que els de òrbita taronja giren al voltant del Sol.

El sistema ticònic va ser un model del sistema solar publicat per Tycho Brahe a finals del segle xvi, que combinava els avantatges matemàtics del sistema heliocentrista de Copèrnic amb les idees filosòfiques i «físiques» del sistema geocèntric de Ptolemeu. El model va poder ser inspirat per Valentin Naboth i Paul Wittich. Un model geo-heliocèntric similar va ser proposat anteriorment per Nilakantha Somayaji de l'Escola de Kerala.
Aquest model és essencialment geocèntric, amb la Terra com el centre de l'univers, i els estels, el Sol i la Lluna girant al voltant d'est, mentre que els altres cinc planetes coneguts llavors (Mercuri, Venus, Mart, Júpiter i Saturn) giren al voltant del Sol. Es pot observar que en el sistema de Brahe els moviments dels planetes i del Sol relatius a la Terra són, mitjançant un canvi de coordenades, matemàticament equivalents als moviments en el sistema heliocèntric de Copèrnic. A més a més, el model de Brahe aconseguia encaixar millor la informació disponible, en concordança a com es pensava que el món es comportava.

## Motivació
Tycho admirava aspectes del sistema heliocèntric de Copèrnic, però a ell li semblava que mostrava problemes pel que concerneix la física, a les observacions astronòmiques dels estels i a la religió. Pel que concerneix la física, Tycho va sostenir que la Terra era massa lenta i pesada per estar contínuament en moviment:
| « | Aquesta innovació [el sistema de Copèrnic] eludeix completa i expertament tot el que és superflu o discordant en el sistema de Ptolomeu. En cap punt ofèn el principi de les matemàtiques. No obstant això li atribueix a la Terra, aquest cos colossal i lent, no apte per a moure's, un moviment tan veloç com el de les torxes etèries, i un moviment del triple d'aquest. | » |

D'acord amb la física aristotèlica acceptada llavors, els cels —els moviments i cicles dels quals eren continus i eterns— estaven fets d'èter, o «quintaessencia»; aquesta substància, no trobada a la Terra, era lluminosa, forta i inalterable, i el seu estat natural era el moviment perfectament circular. En contrast, la Terra i els objectes sobre ella estaven composts de substàncies que eren pesades i l'estat natural de les quals era el repòs. Encara que Tycho va reconèixer que la sortida i ocultació diàries del Sol i dels estels podrien ser explicats mitjançant la rotació de la Terra, com Copèrnic havia dit, va sostenir que: 
| « | Aquest moviment tan veloç no podria pertànyer a la Terra, un cos molt gran, dens i opac, sinó que potser pertanyi al cel mateix la forma, substància i matèria constant del qual són més adequades per a un moviment perpetu, però ràpid. | » |

 Pel que concerneix als estels, Tycho també pensava que si la Terra orbitava el Sol anualment, hauria d'haver-hi un paral·laxi estel·lar observable en qualsevol període de sis mesos, durant el qual l'orientació angular d'un estel concret canviaria gràcies al canvi de posició de la Terra. L'explicació copernicana per a aquesta suposada absència d'un paral·laxi era que els estels estaven a una distància tan gran que l'òrbita de la Terra era insignificant en comparació. No obstant això, Tycho va notar que aquesta explicació introduïa un altre problema: els estels vists a simple vista semblen petits, però es pot diferenciar una grandària entre ells, amb els estels més prominents com Vega veient-se més grans que altres estels petits com Polaris. Tycho havia determinat que un típic estel mesurava aproximadament un minut d'arc en grandària, sent els més prominents dues o tres vegades més grans. En un escrit a Christoph Rothmann, un astrònom copernicà, Tycho va usar geometria bàsica per mostrar que, assumint que la paral·laxi era prou petita per no haver estat detectada, la distància dels estels en el sistema copernicà hauria de ser 700 vegades més gran que la distància del Sol a Saturn. Més encara, l'única forma en què els estels podrien estar tan allunyats i, així i tot, mostrar una variació de grandàries al cel seria si els estels mitjans tinguessin unes mides gegantines —almenys tan grans com l'òrbita de la Terra—, i els estels més prominents haurien de ser encara més grans. Tycho li va dir: 
| « | Dedueix aquestes coses geomètricament si vols i veuràs quants absurds (sense esmentar altres) acompanyen aquesta suposició (del moviment de la Terra) en conclusió. | » |

Copèrnic va oferir una resposta religiosa a la geometria de Tycho: 
| « | Les estrelles titàniques i distants podrien semblar irracionals, però no ho són ja que el Creador podria fer seva una creació així de gran si així ho volgués. | » |

De fet, Rothmann va respondre a l'argument de Tycho dient: 
| « | Què hi ha d'absurd en què una estrella tingui una mida igual a la de tota l'òrbita de la Terra? ¿Quina part d'això és contrari a la voluntat divina, o és impossible per la naturalesa divina, o és inadmissible per la infinita naturalesa? Aquests assumptes han de ser enterament demostrats per vostè, […] Aquests assumptes que la gent vulgar veu com a absurds al principi no estan fàcilment plens d'absurditat, ja que de fet la sapiència i la majestat divina és de lluny més gran del que poden entendre. Concediu a la immensitat de l'Univers i la grandària de les estrelles la grandesa que es vulgui: aquests encara no 'mostraran' proporció amb l'infinit Creador. Això recorda que com més gran el rei, molt més gran i vast el palau que convé a la seva majestat. Així que com de gran 'ha de ser' un palau per a DÉU? | » |

La religió també tenia un paper en la geometria de Tycho, —va citar l'autoritat de les escriptures quan va retratar la Terra en estat de repòs— encara que rarament usava únicament arguments bíblics. Per a ell existien objeccions secundàries a la idea del moviment de la Terra. Generalment es va basar en arguments científics, encara que també va arribar a considerar seriosament arguments bíblics.

## Història

### Antecedents
El sistema de Tycho va ser precedit, en part, pel sistema de Marcià Capella, en el qual Mercuri i Venus són col·locats en epicicles al voltant del Sol, el qual orbita al voltant de la Terra. Copèrnic, qui va citar la teoria de Capella, va esmentar la possibilitat d'una extensió en la qual els altres tres planetes mancants també orbitarien al voltant del Sol. També l'irlandès Joan Escot Eriúgena va anar un pas més enllà, dient en el segle ix que tant Mart com Júpiter orbitaven també al voltant del Sol. A més a més, al segle xv l'hindú Nilakantha Somayaji de l'Escola de Kerala va presentar per primera vegada un sistema geo-heliocèntric on tots els planetes coneguts llavors (Mercuri, Venus, Mart, Júpiter, Saturn) orbitaven al voltant del Sol, que al seu torn orbitava al voltant de la Terra.

### Desenvolupament

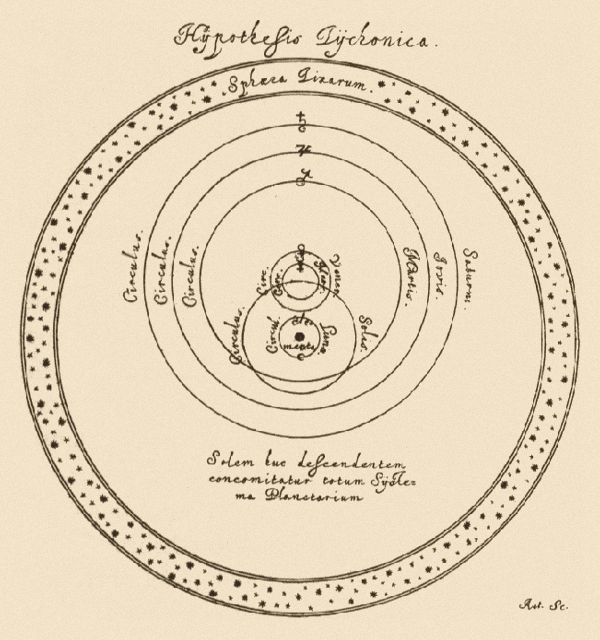
Sistema ticònic

A la fi de la dècada de 1570, Tycho va desenvolupar un sistema «geo-heliocèntric» com a alternativa del sistema geocèntric de Ptolemeu, que avui és conegut com el «sistema ticònic». En aquest, el Sol, la Lluna i els estels orbiten al voltant de la Terra, mentre que els altres cinc planetes orbiten al voltant del Sol. Les diferències essencials entre el cel i la Terra es van mantenir: amb el moviment només sent possible en un cel eteri i una Terra massa gran i pesada per poder moure's. Tycho va sostenir que aquest sistema que no violava ni les lleis de la física ni les sagrades escriptures, amb els estels localitzats just després de Saturn i d'una grandària raonable.
El sistema de Brahe va competir amb el sistema de Copèrnic com a alternativa al sistema de Ptolemeu. Després de les observacions de Galileu sobre les fases de Venus el 1610, la major controvèrsia cosmològica es va situar en les variacions del sistema copernicà i del ticònic. Aquest últim era de diverses maneres més intuïtiu filosòficament, doncs recolzava les nocions lògiques de com el Sol i els planetes es movien i la Terra no. A més a més, el sistema copernicà suggeria l'existència d'un paral·laxi estel·lar observable, el qual no es puc observar fins al segle XIX. D'altra banda, a causa que els deferents de Mart i el Sol s'intercepten, es va deixar de confiar en les nocions aristotèliques i ptolomaiques que els planetes giren en cercles niats.

### Influència posterior
El sistema ticònic va generar gran influència a la fi del segle xvi i segle XVII. En 1616, durant el procés a Galileu, l'Índex de llibres prohibits papal va prohibir tots els llibres que es reclamessin al sistema de Copèrnic, incloent els treballs de Copèrnic, Galileu, Kepler i altres autors fins a 1758, mentre que el sistema ticònic es va mantenir com una alternativa acceptable que explicava les fases de Venus amb una Terra immòbil.
Va ser àmpliament usats pels astrònoms jesuïtes a la Xina, així com un gran nombre d'erudits europeus. De fet, van anar els científics jesuïtes (com Christopher_Clavius, Christoph Grienberger, Christoph Scheiner, Odo van Maelcote) els principals difusores d'aquest sistema, doncs va anar principalment gràcies a la seva influència que l'Església catòlica va adoptar el sistema ticònic per nou anys, de 1611 a 1620, en un procés directament motivat pels descobriments de Galileu amb el telescopi.
Després de la mort de Tycho, Johannes Kepler va usar les seves observacions per demostrar que les òrbites dels planetes són el·lipses i no cercles, creant un sistema copernicà modificat que al final va desplaçar als sistemes ptolomaic i ticònic. Finalment, després del descobriment de l'aberració estel·lar al segle xvii per James Bradley, que va provar que la Terra es mou al voltant del Sol, el sistema ticònic va caure en desús entre els científics.
Avui dia alguns geocentristes usen un sistema ticònic modificat amb òrbites el·líptiques, mentre que rebutgen el concepte de la relativitat.